# 하당동
하당동(下塘洞)은 전라남도 목포시의 행정 구역이다.

## 개요
본래 무안군 이로면 지역으로써 창꽃 위쪽이므로 웃마을, 윗동네, 웃물 또는 상리라 하였는데 1914년 일본인들에 의한 행정구역 폐합에 따라 중화동과 하당리 하신진의 각 일부와 부내면의 내동 일부지역을 병합하여 상리라 해서 무안군 이로면에 편입되었다가 1963년 1월 1일 동제 실시에 의하여 목포시에 편입됐다. 1994년 7월 6일 목포시 규칙 제1137호에 의거하여 이로동에서 상동과 용해동으로 분동된 후 상동에 속하였으며, 1997년 1월 1일 목포시 조례 제1805호에 의거 상동을 하당동, 신흥동으로 분리하였다. 하당동은 관리구역 내에 하당마을이 있어 하당동이라 칭하였다.

## 연혁
- 1997년 1월 1일 목포시 조례 1805호에 의거 상동에서 분동하여 하당동 개소
- 2001년 6월 27일 하당동사무소 (행정복지센터)신축 준공 및 주민자치센터(하당골 문화복지관) 개소